# نیروگاه هسته ای آق‌قویو
نیروگاه هسته ای آق‌قویو (ترکی استانبولی: Akkuyu Nükleer Güç Santrali) یک نیروگاه هسته ای در دست توسعه در Akkuyu، در Büyükeceli، استان مرسین، ترکیه است. این اولین نیروگاه هسته ای این کشور خواهد بود.

## تاریخ
در ماه مه ۲۰۱۰، روسیه و ترکیه توافق‌نامه ای را امضا کردند که یکی از شرکت‌های تابعه روس اتم Rosatom - Akkuyu NGS Elektrik Uretim Corp. (APC: Akkuyu Project Company) - نیروگاهی را در آق‌قویو شامل چهار واحد یک هزار و ۲۰۰ مگاوات VV ساخته و مالکیت و بهره‌برداری خواهد کرد. این توافق‌نامه در ژوئیه ۲۰۱۰ توسط پارلمان ترکیه تصویب شد. کار مهندسی و پیمایش از سال ۲۰۱۱ در این سایت آغاز شده‌است.
در سال ۲۰۱۳، شرکت ساخت هسته ای روسیه Atomstroyexport (ASE) و شرکت ساختمانی ترکیه Ozdogu قرارداد آماده‌سازی سایت برای نیروگاه هسته ای آق‌قویو را امضا کردند. این قرارداد شامل کارهای حفاری در محل است.

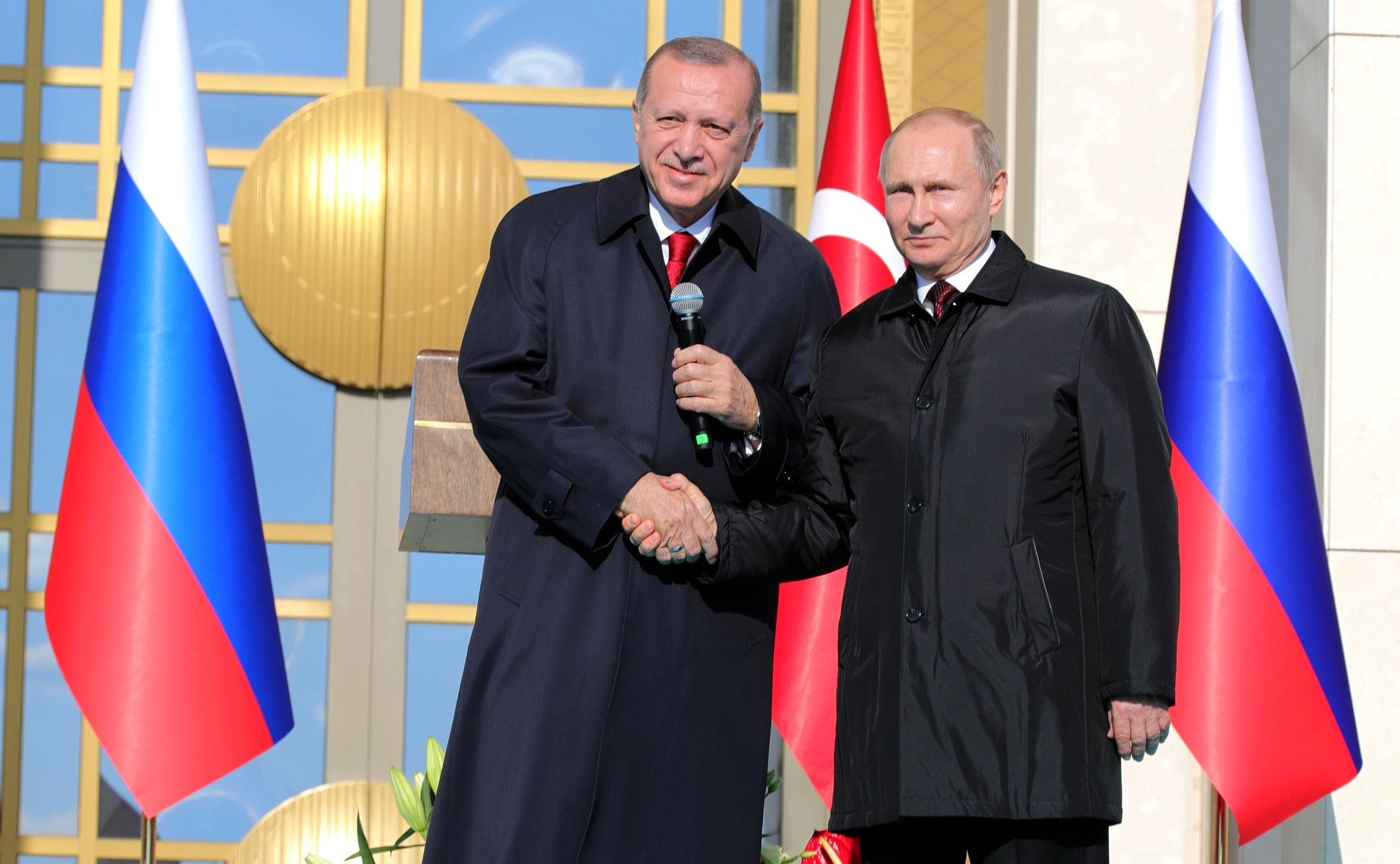
رجب طیب اردوغان (چپ) و ولادیمیر پوتین در مراسم شروع کار نیروگاه هسته ای آککووی در ۳ آوریل ۲۰۱۸، آنکارا

مراسم رسمی شروع کار در آوریل ۲۰۱۵ برگزار شد. ساخت عمده در مارس ۲۰۱۸ آغاز شد، و انتظار می‌رود اولین واحد در سال ۲۰۲۳ به بهره‌برداری برسد. انتظار می‌رود سه واحد دیگر تا سال ۲۰۲۵ تکمیل شود.
در ۹ دسامبر ۲۰۱۵، خبرگزاری رویترز گزارش داد که Rosatom کار ساخت و ساز در نیروگاه را متوقف کرد و ترکیه سایر نامزدهای احتمالی این پروژه را ارزیابی می‌کند. اما روزاتوم و وزارت انرژی و منابع طبیعی ترکیه بی درنگ این اظهارات را رد کردند. ولادیمیر پوتین، رئیس‌جمهور روسیه، علی‌رغم تنش‌هایی که بین روسیه و ترکیه ایجاد شده‌است، به دلیل سرنگونی هواپیمای روسی در ۲۴ نوامبر (۲۰۱۵) توسط ترکیه اظهار داشت که تصمیم برای ادامه تصمیم کاملاً تجاری است. یک منبع به RIA Novosti گفت که شرکت تأسیس شده برای ساخت نیروگاه هسته ای به فعالیت خود در ترکیه ادامه داد.
در مارس ۲۰۱۹، پایه اصلی بتونی واحد ۱ تکمیل شده بود.
ساخت واحد دوم در ۲۶ ژوئن ۲۰۲۰ آغاز شد. مولدهای بخار واحد ۱ توسط اتمماش Atommash در اواخر ماه آگوست تکمیل شد تا به ترکیه حمل شوند. تقریباً در همان زمان، یک تله ذوب هسته ای برای واحد ۲ به منظور مهار هسته ای به آق‌قویو وارد شد تا در نیروگاه قرار گیرد.